# PROG.R.ES.AR
El Programa de Respaldo a Estudiantes de Argentina (PROG.R.ES.AR) es una beca del gobierno argentino para jóvenes que deseen iniciar o finalizar sus estudios, continuar una educación superior y/o realizar experiencias de formación y capacitación laboral. Fue creado el 22 de enero de 2014 mediante el Decreto 84/14 del Poder Ejecutivo Nacional e implementado por la Administración Nacional de la Seguridad Social (ANSES).

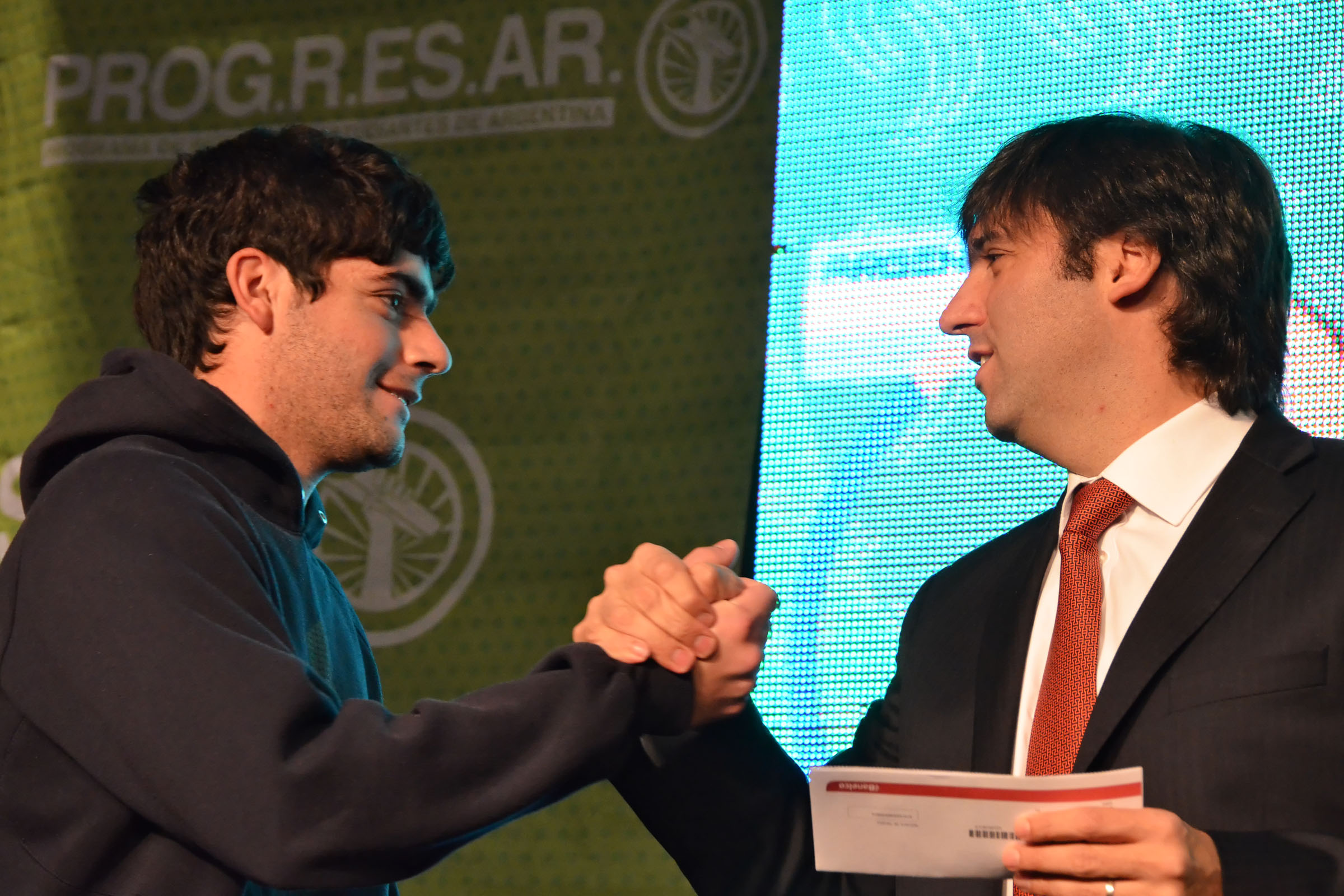
Programa PROGRESAR.

La iniciativa está dirigida a jóvenes de dieciséis a veinticuatro años que no tienen empleo, trabajan informalmente o perciben un salario menor al mínimo vital y móvil y su grupo familiar se encuentre en iguales condiciones. No se aplica límite etario para trans, personas con discapacidad, refugiados y de pueblos originarios. De esta manera, se propone brindar protección «a la franja etaria con mayor índice de desempleo y que integra el decil con menores ingresos de toda la sociedad».

## Historia

### Presidencia de Cristina Fernández (2014-2015)
El programa fue lanzado en enero de 2014 por la entonces presidente Cristina Fernández. El plan consistía en   otorgar una asignación mensual a cada joven de entre dieciocho y veinticuatro años que estuviera completando sus estudios en los distintos niveles educativos, con el objetivo de que logren una inserción laboral plena. Para noviembre de ese año el programa contaba con más de 550 000 jóvenes que cobran la prestación y 1 284 809 inscriptos.
En marzo de 2015, se anunció que se ampliaría la cantidad de jóvenes cubiertos por el programa a 1 280 000. Esto comprende una cobertura del 30 % de ese segmento social, e implicaba una inversión anual de 11 200 millones de pesos, lo que representó el 0.3 % del PBI.
Para llevar a cabo este programa el Ministerio de Economía y Finanzas Públicas coordinó el trabajo conjunto al Ministerio de Salud, la ANSES (Administración Nacional de la Seguridad Social), el Ministerio de Desarrollo Social, el Ministerio de Trabajo y el Ministerio de Educación.

### Presidencia de Mauricio Macri (2015-2019)
A partir del año 2018, durante la presidencia de Mauricio Macri se anunció la extensión de edad para ingresar a la beca. También los montos de la misma alcanzaron un aumento de más del cien por ciento.

### Presidencia de Alberto Fernández (2019-2023)
Durante la Presidencia de Alberto Fernández, se realizaron algunas modificaciones en el programa, como por ejemplo:
- Como resultado de la recaudación del aporte extraordinario y solidario de las grandes fortunas, en diciembre de 2021, el programa se amplió a jóvenes de dieciséis y diecisiete años, para que puedan finalizar sus estudios obligatorios;[12]
- Además, a finales de agosto de 2022, la Directora Ejecutiva de ANSES, Fernanda Raverta, y el Ministro de Educación de la Nación, Jaime Perczyk, anunciaron que unos cuatrocientos mil becarios/as del PROGRESAR y las Becas Estratégicas Manuel Belgrano tendrán una vacante en un «Programa de Certificación de Lenguas Extranjeras», para que los becarios aprendan idiomas como inglés, francés, portugués, alemán, italiano o chino mandarín.[13] A cambio de su participación en estos cursos se recibe un pago adicional.[14] En abril de 2023 se anunció la segunda edición del programa[15] con la incorporación de nuevas plataformas para el dictado de clases.
- El 12 de octubre de 2023 se promulgó la Ley 27.726. Mediante la misma se aplican cambios al programa ampliando el rango etario de quince a treinta y cinco años.[16] También se estableció un control de salud obligatorio.[17] Además se modificaron las condiciones para que extranjeros[18] cobren el beneficio.

En diciembre de 2022, 1.697.663 personas recibieron la beca de este programa de apoyo para la finalización educativa.

## Requisitos
Para obtener la prestación, el joven debe acreditar tres veces al año ante la Ansés (Administración Nacional de la Seguridad Social) que está estudiando o capacitándose a través de certificaciones emitidas por el establecimiento educativo al que concurre. Además, debe presentar anualmente un control de Salud  completado por su centro de salud habitual.

## Tipos de Becas Progresar
- Beca Progresar para Educación Obligatoria: Esta beca está pensada para estudiantes de educación primaria y secundaria que necesiten ayuda financiera para continuar con sus estudios.
- Beca Progresar para Educación Superior: Esta beca está dirigida a estudiantes de nivel terciario y universitario que necesiten ayuda económica para continuar con sus estudios.
- Beca Progresar para Enfermería: Esta beca está diseñada para estudiantes de enfermería que necesiten ayuda financiera para continuar con sus estudios.
- Beca Progresar Trabajo: Esta beca está destinada a jóvenes de entre dieciocho y veinticuatro años que no estén estudiando y necesiten ayuda económica para encontrar un trabajo o mejorar sus habilidades laborales. También está disponible para personas de hasta treinta y cinco años que tengan hijos de hasta dieciocho años conformando un hogar monoparental. Además, se extiende hasta los cuarenta años para personas que no posean trabajo formal registrado.[21]